# Talachín
Talachín (en bielorruso: Талачын, romanizado: Talačyn) o Tolochin (en ruso: Толочин) es una ciudad bielorrusa perteneciente al óblast de Vítebsk. Situada en el este del país, es la capital del raión homónimo.

## Toponimia
En todos los idiomas de importancia local, la ciudad se conoce con otros nombres (en polaco: Tołoczyn; en lituano: Talačynas; en yidis: טאָלאָטשין‎, romanizado: Tolotshin).

## Geografía
Talachín se encuentra a orillas del río Drut, 40 km al oeste de Orsha, 92 km al suroeste de Vítebsk y 150 km al noreste de Minsk. 

## Historia
Se conoce su existencia desde 1433, cuando se menciona como una localidad del Gran Ducado de Lituania. Tras la reforma administrativa de 1565-1566, Talachyn pasó a formar parte del condado de Orsha del voivodato de Vítebsk. El pueblo sufrió graves daños durante la guerra ruso-polaca (1654-1667).  
En 1772, la Primera partición de Polonia afectó gravemente a la localidad, ya que se estableció su río como frontera y quedó dividida con su parte oriental integrada en el Imperio ruso y su parte occidental permaneciendo en la Mancomunidad Polaco-Lituana. En 1793, la Segunda partición de Polonia reunificó Talochin, pasando a ser totalmente una ciudad rusa.  
En 1812, Talachín y sus alrededores sufrieron mucho por los ataques franceses como parte de la invasión napoleónica de Rusia. En 1871 se inauguró el tramo Smolensk-Brest del ferrocarril Moscú-Brest. Según el censo de 1897, la ciudad tenía 2.614 habitantes (1955 de ellos eran judíos). 
Talachín fue ocupada por el ejército alemán de febrero a octubre de 1918 en el transcurso de la Primera Guerra Mundial. Ese mismo año, casi la mitad de la ciudad fue quemada y destruida. En 1920, Talachín fue anexada a la República Socialista Federativa Soviética de Rusia y luego, en 1924, a la República Socialista Soviética de Bielorrusia.
Durante la Segunda Guerra Mundial, Talachín fue ocupada por las tropas alemanas del general Nehring del 8 de julio de 1941 al 26 de junio de 1944. Talachín era antiguamente un shtetl y los judíos formaban el 70% de la población hasta que en 1942 fueron asesinados en masa por los nazis que invadieron la zona. 
Talachín fue elevada a ciudad el 22 de julio de 1955.

## Demografía
La evolución de la población de Talachín entre 1897 y 2023 fue la siguiente:
| 2614                                                          | 2181 | 3384 | 3604 | 6095 | 7427 | 6542 | 8441 | 11 409 | 10 700 | 8783 | 10 155 | 9894 | 9744 | 9691 |
| (Fuente: Censos soviéticos y de la Bielorrusia independiente) |      |      |      |      |      |      |      |        |        |      |        |      |      |      |

Según un censo de 1939, los bielorrusos eran el 68,74% de la población; los judíos, el 21,2%; los rusos, el 6,32%; los polacos, el 1,98%; y los ucranianos, el 1,2%.

## Infraestructura

### Arquitectura, monumentos y lugares de interés
En Talachín hay dos iglesias de importancia arquitectónica, la iglesia católica de San Antonio, de estilo neoclásico, y la iglesia ortodoxa de la Protección de la Madre de Dios. Además, también hay un museo de historia local con más de 7400 piezas naturaleza, etnografía e historia. Se ha erigido un monumento en Talachín para recordar el destino de las víctimas judías del Holocausto.

### Transporte
Talachín está junto a la carretera E30 . Por la ciudad pasan las carreteras P19 (Talachín-Krupki), P25 (Vítebsk - Talachín) y P26 (Talachín-Kruglaye-Nezhkovo). A 5 km de la ciudad pasa la autopista M1E-30, que lleva a Minsk. La estación de tren de Talachín está en la línea Minsk-Moscú. 

## Personas destacadas
- Irving Berlin (1888-1989): compositor y letrista de Broadway, uno de los más prolíficos y famosos.

## Galería

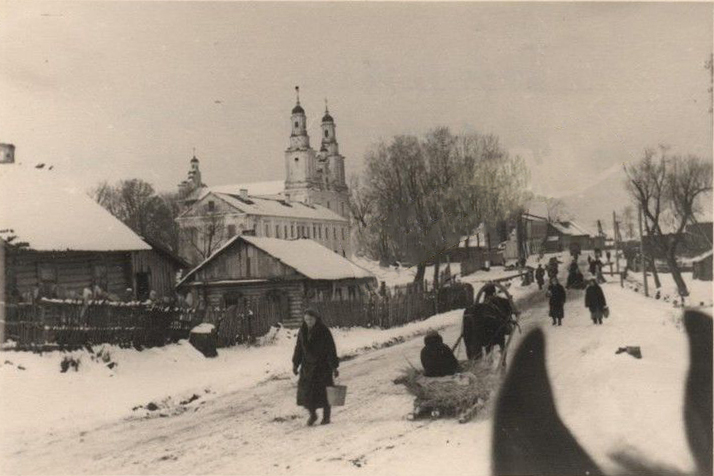
Talachín en 1941
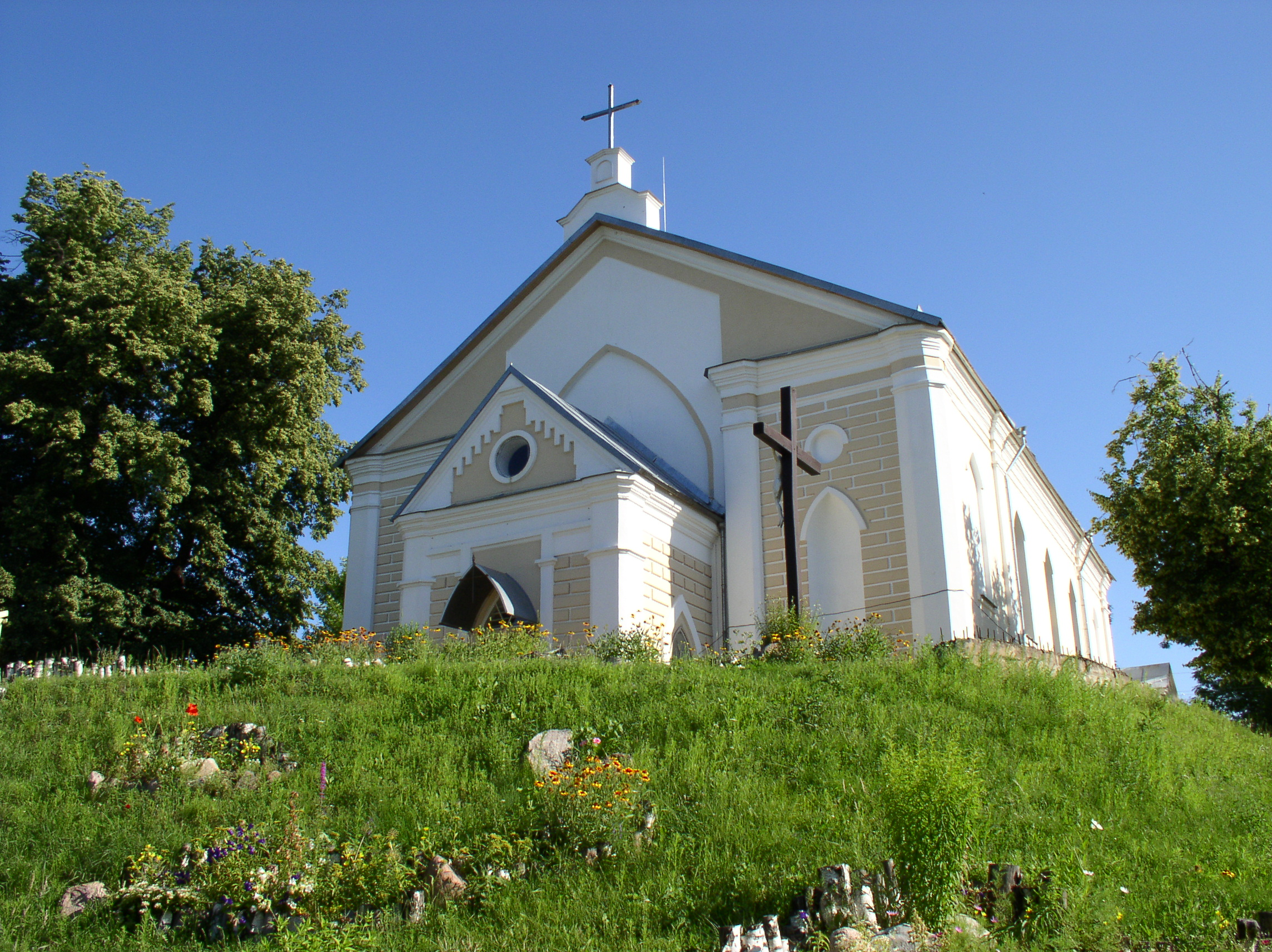
Iglesia católica de San Antonio
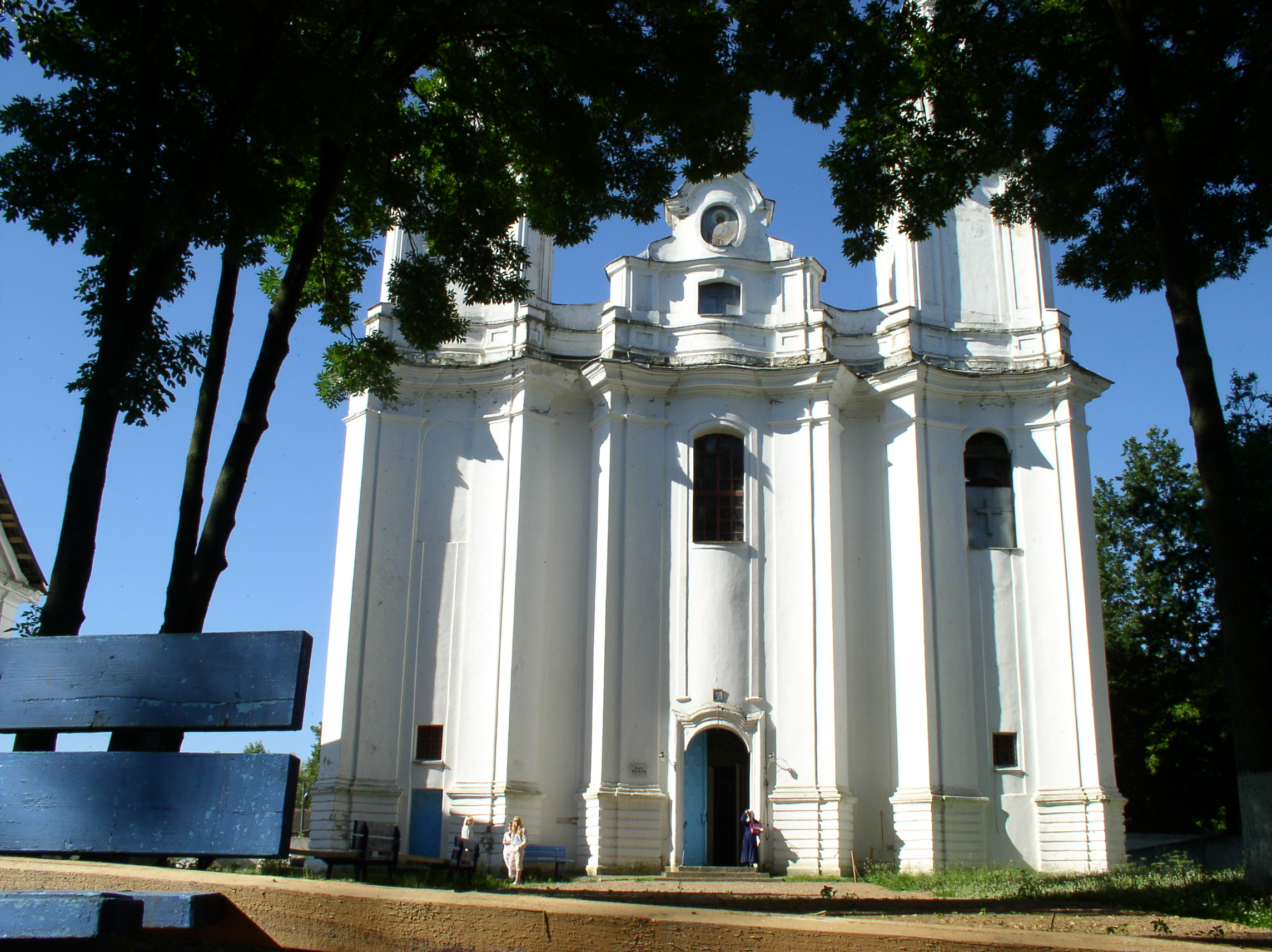
Iglesia de la Protección de la Madre de Dios de Talachín
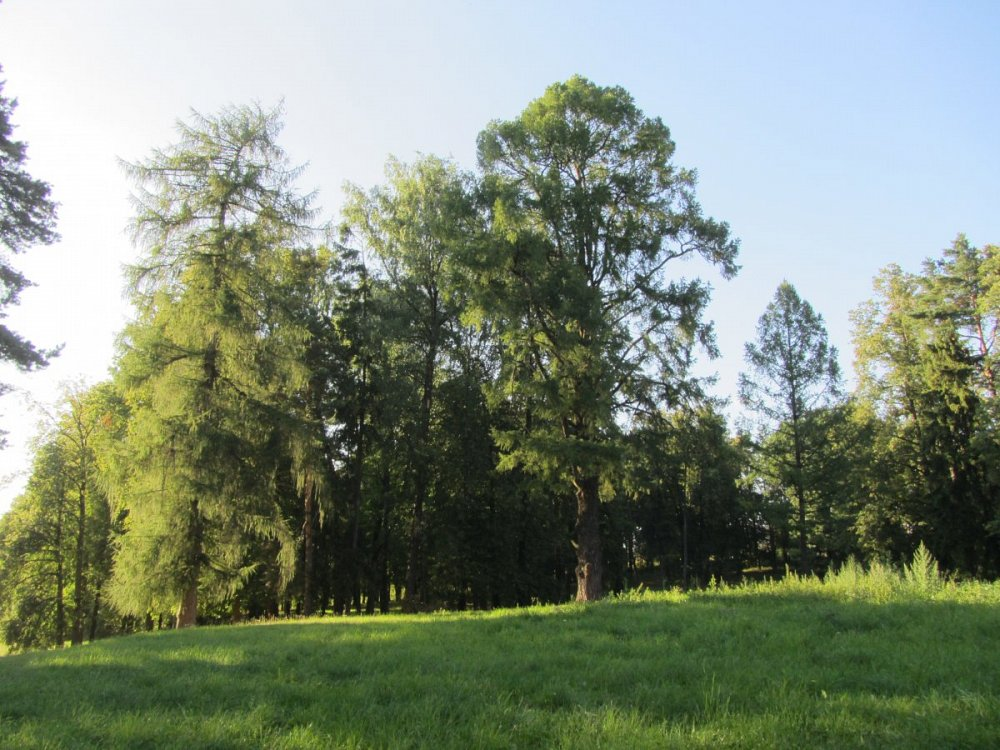
Parque Josefpolle
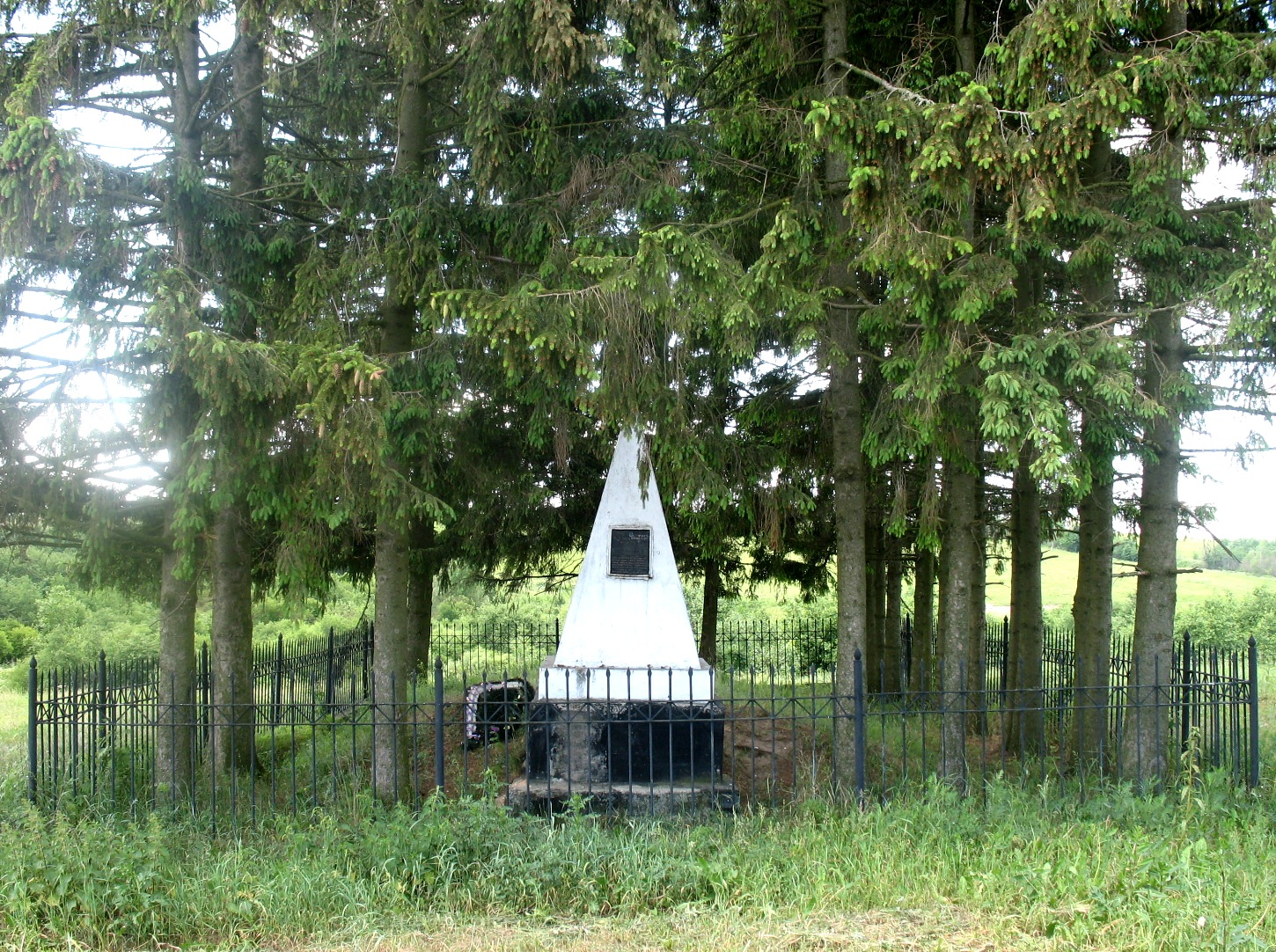
Monumento en el antiguo gueto de Talachín